# Feliniopsis inextricans
Feliniopsis inextricans är en fjärilsart som beskrevs av Walker 1858. Feliniopsis inextricans ingår i släktet Feliniopsis och familjen nattflyn. Inga underarter finns listade i Catalogue of Life.